# Wołkołata (gmina)
Wołkołata – dawna gmina wiejska istniejąca do 1939 roku w woj. nowogródzkim/Ziemi Wileńskiej/woj. wileńskim (obecnie na Białorusi). Siedzibą gminy było miasteczko Wołkołata (469 mieszk. w 1921 roku).
Początkowo gmina należała do powiatu wilejskiego. 7 listopada 1920 r. została przyłączona do nowo utworzonego powiatu duniłowickiego pod Zarządem Terenów Przyfrontowych i Etapowych. 19 lutego 1921 r. wraz z całym powiatem weszła w skład nowo utworzonego województwa nowogródzkiego. 13 kwietnia 1922 roku gmina wraz z całym powiatem duniłowickim została przyłączona do objętej władzą polską Ziemi Wileńskiej, przekształconej 20 stycznia 1926 roku w województwo wileńskie. 1 stycznia 1926 roku nazwę powiatu duniłowickiego zmieniono na powiat postawski. 1 kwietnia 1927 roku do gminy Wołkołata przyłączono części obszaru gmin Miadzioł i Żośna, natomiast części obszaru gminy Wołkołata włączono do gminy Żośna. 
Po wojnie obszar gminy Wołkołata wszedł w struktury administracyjne Związku Radzieckiego.

## Demografia
Według Powszechnego Spisu Ludności z 1921 roku gminę zamieszkiwało 6 034 osoby, 5 969 było wyznania rzymskokatolickiego, 6 prawosławnego, 55 mojżeszowego a 4 mahometańskiego. Jednocześnie 4 875 mieszkańców zadeklarowało polską przynależność narodową, 1 122 białoruska, 23 żydowską, 10 litewską i 4 tatarską. Było tu 1 156 budynków mieszkalnych.